# The Simpsons Sing the Blues
The Simpsons Sing the Blues är ett musikalbum från 1990, som en biprodukt till den amerikanska tecknade komediserien The Simpsons. Albumet innehåller sånger som inte finns med i serien.
Albumet inleds med "Do the Bartman", som också blev den första sången att släppas som singel. "Do the Bartman" gjorde snabbt succé, bland annat toppade den singellistan i Storbritannien i tre veckor och fick en guldskiva efter att ha sålts i 500 000 exemplar. Albumet släpptes senare samma månad, och nådde en sjätteplats i Storbritannien.
Trots att "Bartman" var väldigt populär på nordamerikansk radio och musikvideokanaler, släpptes den aldrig som kommersiell singel.
Den andra sången från albumet att släppas som singel blev "Deep, Deep Trouble", som det också gick bra för, den nådde till exempel sjundeplatsen på den brittiska singellistan. Det gjordes även musikvideor till både "Do the Bartman" och "Deep, Deep Trouble". 
Röstskådespelarna i The Simpsons medverkade på albumet, som innehåller både helt nyskriva sånger och klassiska bluessånger.
En rad kända musiker medverkade också på skivan, bland annat B. B. King, DJ Jazzy Jeff, Dr. John och Marcy Levy.

## List- och säljframgångar
"The Simpsons Sing the Blues" blev snabbt en succé i USA, den nådde en tredjeplats på Billboard 200 och är det högst placerade albumet hittills för The Simpsons. Trots den höga placeringen har den, enligt RIAA, inte nått upp till något försäljningscertifikat.
Det gick även bra för albumet i Storbritannien, där det nådde en sjätteplats på albumlistan och fick en guldskiva. 
I Sverige kom den in på listan den 13 mars 1991, och nådde en tjugofjärdeplats. Den stannade på listan i 8 veckor.

## Låtlista
1. "Do the Bartman" (anonymt samskriven och samproducerad av Michael Jackson)
  - Bart Simpson
2. "School Days" (originalet av Chuck Berry)
  - Bart Simpson
  - Med Buster Poindexter (sång) och Joe Walsh (slidegitarr)
3. "Born Under a Bad Sign" (originalet av Albert King)
  - Homer Simpson
  - Med B. B. King (gitarr) och horndelen av Tower of Power (horn)
4. "Moanin' Lisa Blues"
  - Lisa Simpson
  - Med Joe Walsh (slidegitarr), John Sebastian (munspel), och horndelen av Tower of Power (horn)
5. "Deep, Deep Trouble"
  - Bart Simpson
  - Med DJ Jazzy Jeff (scratching)
6. "God Bless the Child" (originalet av Billie Holiday)
  - Lisa Simpson
  - Cameo av "Bleeding Gums" Murphy
7. "I Love to See You Smile" (originalet av Randy Newman)
  - Homer Simpson
  - Marge Simpson
  - Med Dr. John (pianosolo)
8. "Springfield Soul Stew" (baserad på "Memphis Soul Stew" av King Curtis)
  - Marge Simpson
9. "Look at All Those Idiots"
  - Montgomery Burns
  - Smithers
10. "Sibling Rivalry"
  - Bart Simpson
  - Lisa Simpson